# بیت عزرا (اسرائیل)
بیت عزرا (به لاتین: Beit Ezra) یک موشاو در اسرائیل است که در جنوب واقع شده‌است.